# Serfőző Simon
Serfőző Simon (Zagyvarékas, 1942. október 24. –) Kossuth- és József Attila-díjas költő, író.

## Életpályája
Szülei: Serfőző Simon és Dora Ilona. 1958–1962 között segédmunkás, betanított munkás volt Budapesten. 1962-ben a Szolnok Megyei Néplap munkatársa volt. 1962–1965 között katona volt. 1965–1968 között Miskolcon népművelő felügyelő, majd terjesztési előadó volt. 1968–1975 között a miskolci Napjaink versrovatvezetője, 1975-től szerkesztője. 1982 óta az Írószövetség észak-magyarországi csoportjának titkára. 1986 óta az Írószövetség választmányi tagja. 1990-ben a Magyar Néppárt országgyűlési képviselőjelöltje volt. 1990-1993 között a Holnap főszerkesztője volt. 1993 óta a Felsőmagyarország Kiadó vezetője és a Magyar Élet szerkesztője. 1995-től az Új Holnap főmunkatársa. 1995-től szerkesztette a Tokaji Írótábor tanácskozásainak anyagát tartalmazó köteteket. 2013 óta a Magyar Művészeti Akadémia tagja. A Hetek költői csoportosulás tagja volt.
Házastársa Anga Mária meseíró, költő.

## Költészete
A költészet mindenhatóságába vetett kezdeti hitét a kiszolgáltatottság, tehetetlenség váltotta föl. A szabad formákat kedveli, lemond a verszene akusztikai hatásairól. Amíg élünk című riportkötetében (1978) Újszász és Zagyvarékas lakóiról írt, sorsukat személyes ügyének tekintve. 3 egyfelvonásos drámájának (Rémhírvivők (1988), Otthontalanok, Mindenáron) hőseit is a tanyák, falvak maradó vagy "kétlakivá" lett emberei közül választja.

## Művek
- Hozzátok jöttem. Versek; Szépirodalmi, Bp., 1966
- Nincsen nyugalom (versek, 1970)
- Ma és mindennap (versek, 1975)
- Amíg élünk; Magvető, Bp., 1978 (riporterkötet)
- Bűntelenül (versek, 1982)
- Holddal világítottunk (Összegyűjtött versek 1962–1983, 1984)
- Az ének megmarad. Hetek. Ágh István, Bella István, Buda Ferenc, Kalász László, Raffai Sarolta, Ratkó József, Serfőző Simon versei; vál., szerk., utószó Zimonyi Zoltán; BAZ Megyei Tanács–II. Rákóczi Ferenc Megyei Könyvtár–Művészeti Alap, Miskolc–Bp., 1985
- Gyerekidő I.-III. (regény, 1986-2002)
- Otthontalanok (dráma, 1987)
- Rémhírvívők. Serfőző Simon színművei (drámák, 1988)
- Veszteségeink gyűlnek (válogatott versek, riportok, 1990)
- Elsötétült arcom (versek, 1990)
- Hazajáró (elbeszélés, 1992) (Márkus Béla interjújával)
- Jövőt írni. Prózaversek, publicisztikák; Antológia, Lakitelek, 1994
- Félország, félvilág (Válogatott és új versek 1960–1995, 1995)
- Át az időn (eseményjáték, 1997)
- Jövőlátó (dráma, 2000)
- Gyerekidő / A kis vadóc / Nyulak a hurokban / Nincs maradás; Püski, Bp., 2002
- Közel, távol (összegyűjtött versek 1961-2002, 2003)
- Virág (szerelmes versek, 2003)
- Mindenáron (2005)
- Varjúleves (2006)
- Megfordult égtájak. Serfőző Simon versei; Orpheusz–Szépírás, Bp.–Szolnok, 2007
- Még nincs vége. Riportok, közéleti írások, interjúk; Püski, Bp., 2007
- Fészekhagyók. Elbeszélések és kisregény; Széphalom Könyvműhely, Bp., 2009
- A magunk szárnyán. Versek; Antológia, Lakitelek, 2011
- Világfa; Z-Press, Miskolc, 2012
- Égig érő nyár; Magyar Napló, Bp., 2013
- Semmi sem úgy van. Elbeszélések és kisregény; Széphalom Könyvműhely, Bp., 2014
- Arcunk az ég. Összegyűjtött versek, 1959–2019; Magyar Napló–Írott Szó Alapítvány, Bp., 2019

## Díjai, kitüntetései
- Miskolc város irodalmi díja (1970, 1976, 2000)
- Móricz Zsigmond-ösztöndíj (1975)[2]
- Borsod-Abaúj-Zemplén megye Tanácsának irodalmi díja (1978)
- Radnóti-díj (1979)
- Szabó Lőrinc-díj (1986, 2000)
- József Attila-díj (1991)
- A Magyar Köztársasági Érdemrend tisztikeresztje (1994)
- Kölcsey-díj (1994)
- Arany János-díj (2003)
- Balassi Bálint-emlékkard (2008)
- Pro Urbe Miskolc díj (2011)
- A Magyar Érdemrend középkeresztje (2012)
- Zagyvarékas díszpolgára (2012)[3]
- Kossuth-díj (2016)
- Széchenyi-örökség Okmánya (2020)[4]